# José Felipe Voloch
José Felipe Voloch (Rio de Janeiro, 13 de fevereiro de 1963) é um matemático brasileiro que trabalha em teoria dos números e geometria algébrica. É professor d Universidade do Texas em Austin.
Voloch obteve um doutorado na Universidade de Cambridge em 1985, orientado por John William Scott Cassels.
É membro da Academia Brasileira de Ciências.

## Publicações selecionadas
- Coleman, Robert F.; Voloch, José Felipe (1992), «Companion forms and Kodaira-Spencer theory», Invent. Math., 110: 263–281, MR 1185584, doi:10.1007/bf01231333